# Final Call (The Lost Tapes)
Final Call (The Lost Tapes) è un mixtape del rapper statunitense AZ, pubblicato nel 2008 ma registrato nel periodo 2003-2004. Originariamente previsto sotto le etichette E1 Music e Koch Records per il 2004, il disco trapela quasi interamente su internet, costringendo AZ a cancellarne definitivamente l'uscita. Alcune canzoni di Final Call saranno poi inserite nel lavoro successivo, A.W.O.L..

## Tracce
1. Freedom (featuring Lemon) – Tone Mason
2. Talkin' Gangsta (featuring Tony Sunshine) – Metaphysic
3. Quiet Money Anthem (featuring Nu & Young) – Tone Mason
4. Seems That Way – Frado
5. I Am AZ – AZ
6. Gangsta MC's (Interlude) (featuring Lemon)
7. Live Wire – Buckwild
8. Magic Hour (featuring CL Smooth) – Tone Mason
9. Girls R Free – Baby Paul
10. You Know (featuring Rell) – Baby Paul
11. Omega – Tone Mason
12. The Truth (featuring Ralo) – DJ Absolut, Young Calvin
13. No Strings – Baby Paul
14. Side 2 Side (featuring Ron G) – AZ, Deo
15. Let Me Know – AZ, GV